# Villa Kramář

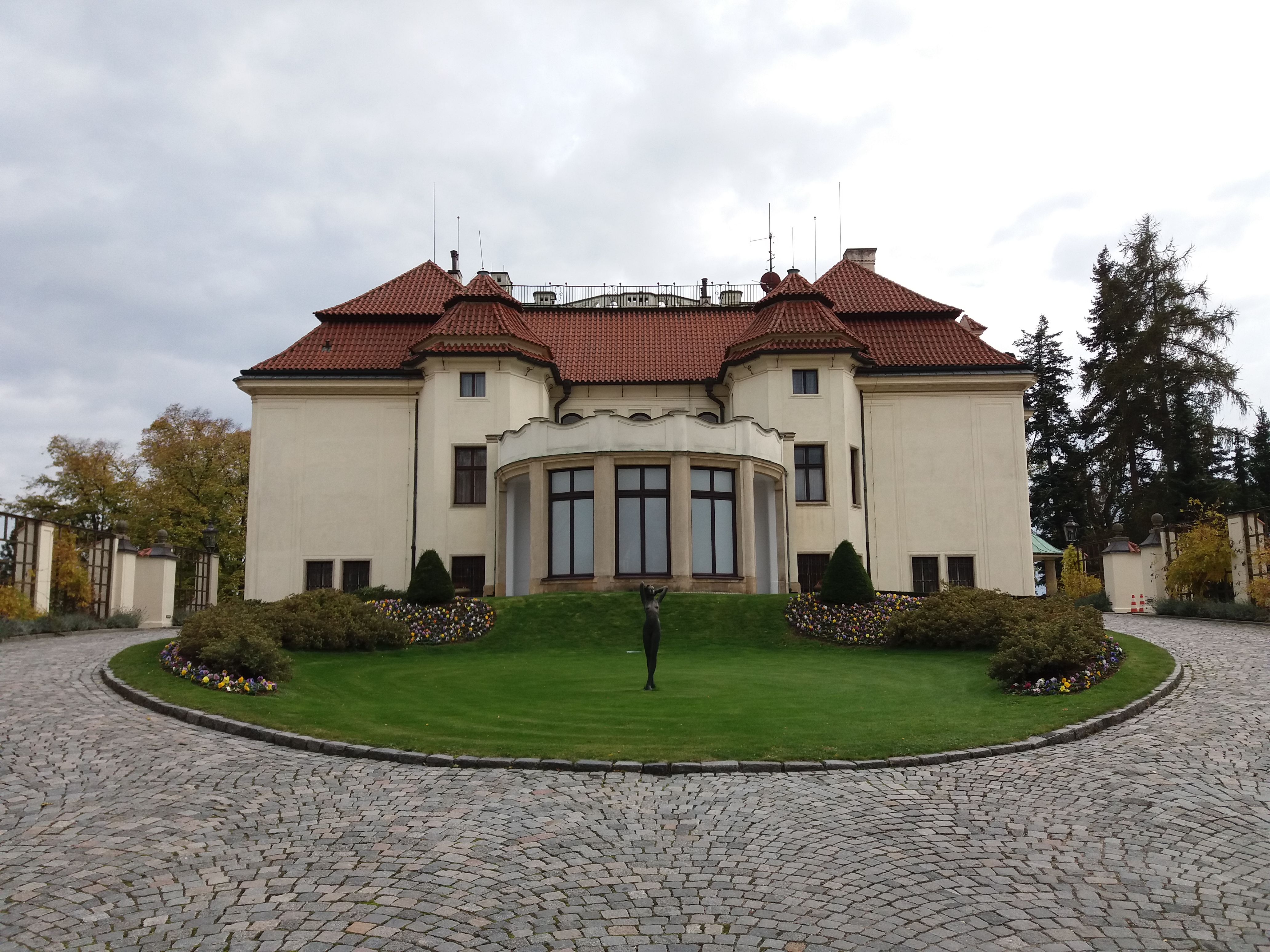
Villa Kramář (2018)

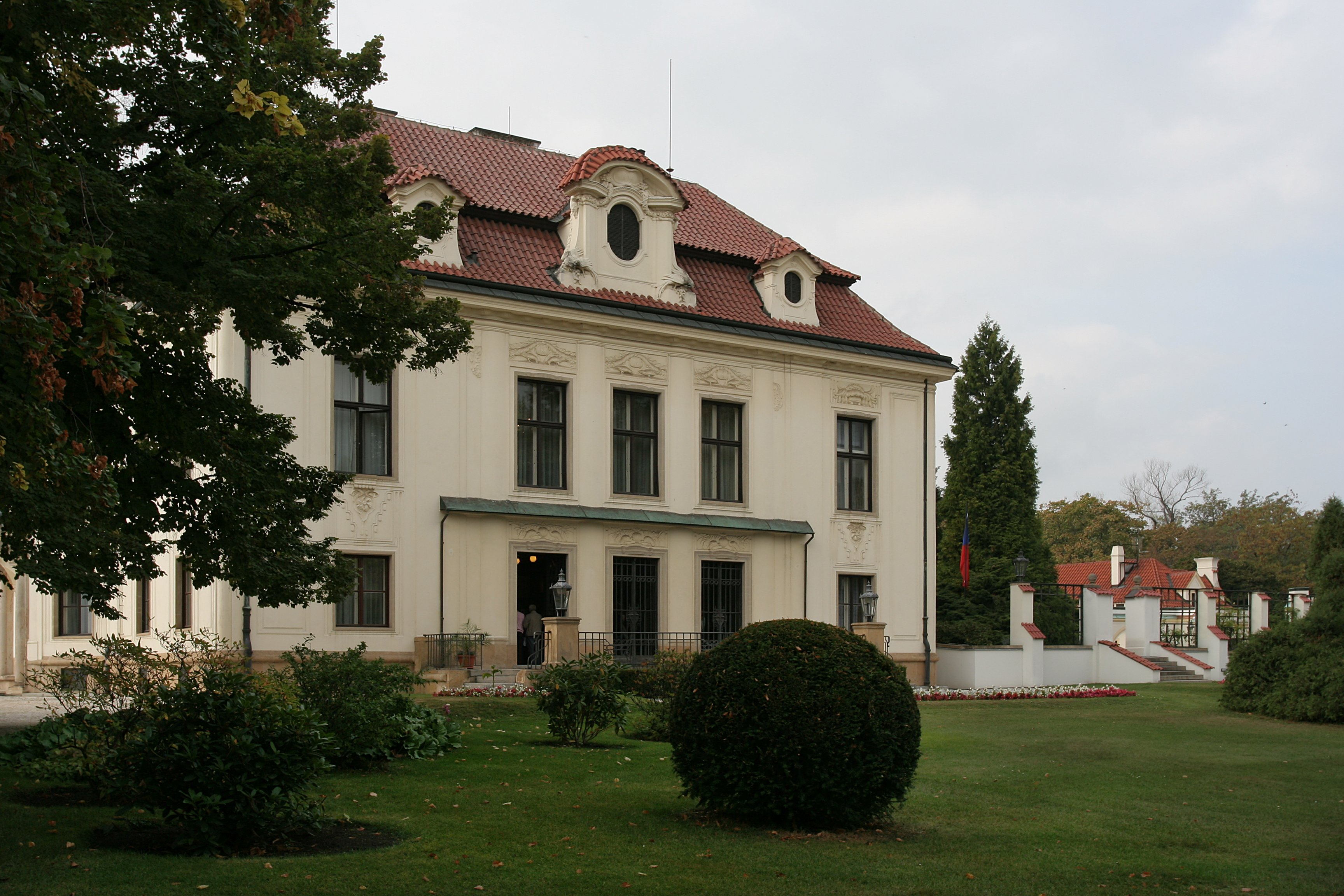
Gartenseite, 2006

Die Villa Kramář (tschechisch: Kramářova vila) ist die offizielle Residenz des tschechischen Ministerpräsidenten. Die neubarocke Villa befindet sich in Prag auf der linken Moldauseite in der Gogolova 212/1. Sie ist für ihr Panorama mit Blick auf die Prager Burg bekannt. Die Villa wurde 1914 vom ersten Ministerpräsidenten der Tschechoslowakei, Karel Kramář, erbaut. Seit 1998 ist die Villa die offizielle Residenz des Ministerpräsidenten der Tschechischen Republik. Neben ihrer offiziellen Funktion dient sie als Gästehaus der Regierung und zu repräsentativen Zwecken.

## Geschichte
Bauherr der Villa war Karel Kramář, der das Haus in den Jahren 1911 bis 1915 als Wohnsitz für sich und seine Frau erbauen ließ. Kramář erwarb das weitläufige, 12000 m² große, an den Letná-Park grenzende Grundstück vom Prager Magistrat, der die für den Bau erforderliche Infrastruktur finanzierte, was zu kritischen Kommentaren in Teilen der Prager Presse führte. Die Baupläne der Villa, die wie viele seiner Entwürfe eine „Symbiose von traditionellen mit modernen Elementen“ auszeichnet, entwarf der Wiener Architekt Friedrich Ohmann. Die Bauarbeiten begannen 1911 unter der Leitung des Baumeisters Josef Čánský und waren nach fünf Jahren abgeschlossen.
Kramář und seine Frau bewohnten das Haus bis Kramářs Tod im Jahr 1937. 1938 fiel die Villa in den Besitz der Kramář-Gesellschaft, die Räume an die Nationalgalerie vermietete. Nach der Auflösung der Gesellschaft im Februar 1948 wurde das Haus verstaatlicht und die Inneneinrichtung an das Nationalmuseum verbracht. 1952 wurde das Anwesen der Verwaltung des Regierungspräsidiums unterstellt und renoviert. Ab diesem Zeitpunkt wurde die Villa von der Regierung vor allem als Unterkunft für Staatsgäste genutzt. Von 1994 bis 1998 wurde das Gebäude saniert. Der erste Ministerpräsident, der die Villa nach der Sanierung bewohnte, war Miloš Zeman.

## Architektur und Innenausstattung, Garten
Die Villa mit 45 Räumen verfügt über eine Grundfläche von 700 m².

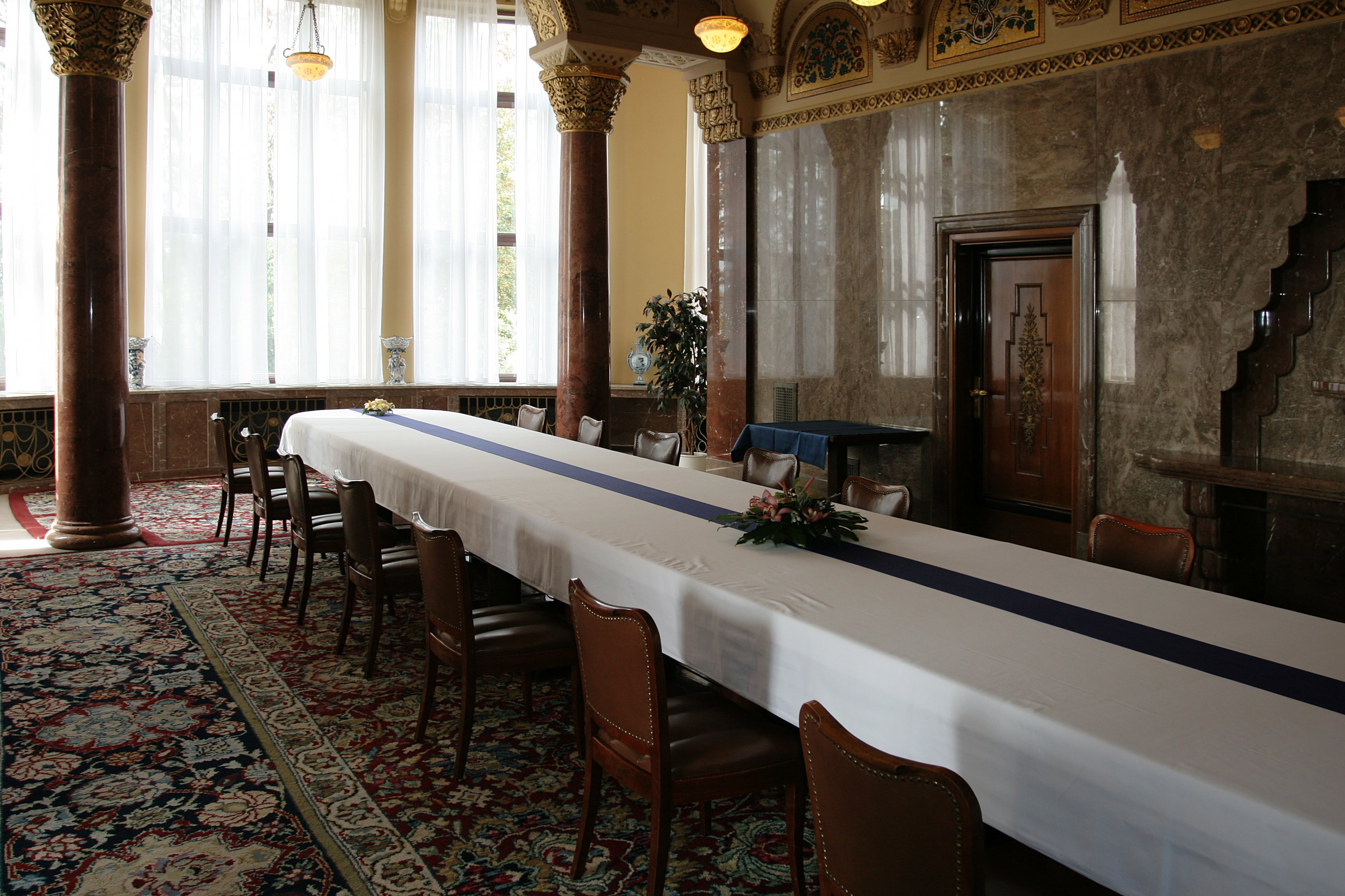
Speisesaal der Villa; farbige Marmorvertäfelung, Marmorsäulen mit byzantinischen Kapitellen, Goldmosaike, vergoldeter Stuck

Die Fassade des breitgelagerten, hell verputzten, zweigeschossigen Baus mit seinem ziegelgedeckten mansardartigen Dach wird durch zwei hohe Erker und einen pfeilergestützten, siebenachsigen Altan geprägt. Die Gartenseite der Villa mit den drei barocken Dachgauben ist mit Flachreliefs in den Formen des Art-Deco versehen. Auch alle Metallgitter und -geländer der Anlage zeigen Formen des Art Deco.
Innen ist die Villa reich mit farbigen Glasfenstern, Deckengemälden, Mosaiken und vergoldetem Stuck ausgestattet, mit farbigen Marmor- und Majolikakaminen und zum Teil noch mit dem historischen Art-Deko-Parkett. Am Entwurf der farbenprächtigen und üppigen Innenausstattung mit ihren Bezügen zur byzantinischen Kunst war die Ehefrau Karel Kramářs, Naděžda Kramářová, maßgeblich beteiligt.
Zur Villa gehören ein Französischer und ein Englischer Garten mit dem Haus des Gärtners und einem Tennisplatz. Geplant wurde der Park von dem Prager Gartenarchitekten František Thomayer (1856–1885), der auch den Prager Karlsplatz in seiner heutigen Gestalt entworfen hat.